# 弗赖施塔特县

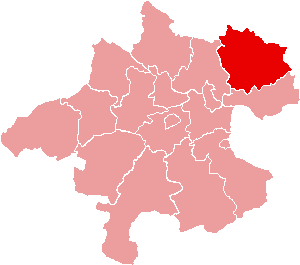
弗赖施塔特县在上奥地利州的位置

弗赖施塔特县（德語：Bezirk Freistadt）是奥地利上奥地利州所辖的一个县。总面积993.9平方公里，总人口65127，人口密度66人/平方公里（2012年）。行政中心位于弗賴施塔特。

## 行政区域
弗赖施塔特县辖有27个市镇。